# Greenfield (Illinois)
Greenfield è un comune degli Stati Uniti d'America, situato in Illinois, nella Contea di Greene.